# Паче-дель-Мела
Паче-дель-Мела (итал. Pace del Mela) — коммуна в Италии, располагается в регионе Сицилия, подчиняется административному центру Мессина.
Население составляет 6072 человека, плотность населения составляет 506 чел./км². Занимает площадь 12 км². Почтовый индекс — 98042. Телефонный код — 090.
В коммуне 2 июля особо празднуется Встреча Пресвятой Богородицы и Елизаветы.